# Erina Matsui

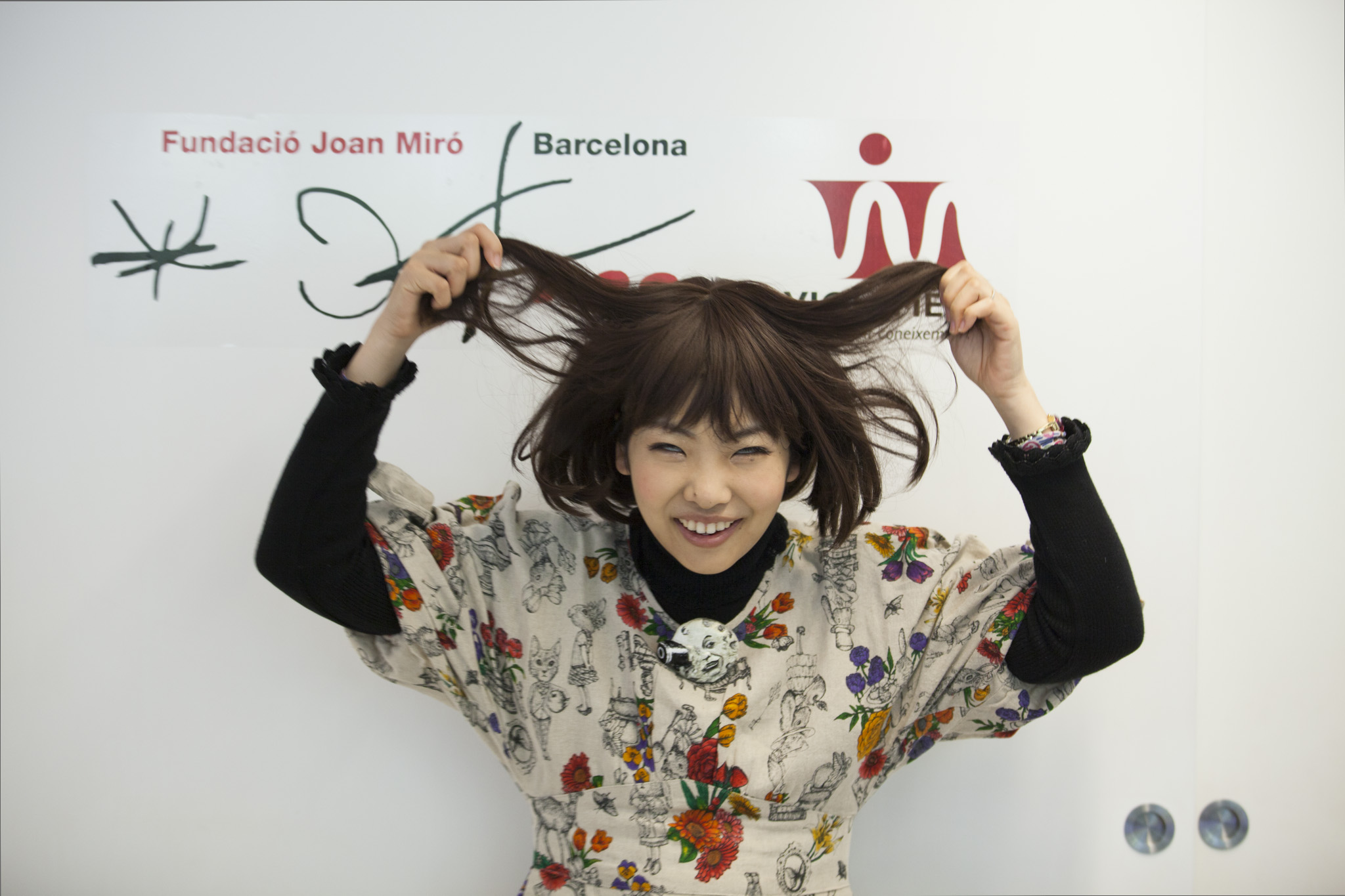

Erina Matsui (Okayama, 1984) es una artista contemporánea japonesa. En 2004 participó en el festival Geisai de Tokio, una gran muestra de artistas muy jóvenes que organiza Takashi Murakami, en el que ganó la medalla de oro. Entre los miembros del jurado estaba Hervé Chanda, Director de la Fondation Cartier, quien la invitó a participar en una exposición colectiva en París, durante el verano de 2005, en la que presentó dos telas de gran formato, que se incorporar después al fondo de la colección de esta prestigiosa fundación parisina. Los acontecimientos se fueron encadenando, desde ese momento, con gran rapidez por una joven artista, las obras seducen e intrigan al público. En 2007 presentó en la Fundación Joan Miró de Barcelona: ¿Kawaii? O la infancia del arte. 23/11/2007 - 13/01/2008